# 助動詞 (国文法)
国文法でいう助動詞（じょどうし）とは、時制、相、態、法などの文法機能を表す品詞である。付属語だが、助詞と異なり活用する。なお、言語学でいう「助動詞」は国文法では補助動詞に相当する。
活用の様式は多岐にわたっており、動詞の活用をするもの、形容詞に近い活用をするもの、形容動詞に近い活用をするもの、独自の活用様式を持つものなどがある。

## 口語
| 接続          | 意味                | 活用形 | 活用形        | 活用形                 | 活用形 | 活用形        | 活用形    | 活用形        | 活用の型   | 備考 |
| 接続          | 意味                | 基本形 | 未然形        | 連用形                 | 終止形 | 連体形        | 仮定形    | 命令形        | 活用の型   | 備考 |
| ------------- | ------------------- | ------ | ------------- | ---------------------- | ------ | ------------- | --------- | ------------- | ---------- | --- |
| 未然形        | 自発 可能 受身 尊敬 | れる   | れ            | れ                     | れる   | れる          | れれ      | れろ れよ     | 下一段型   | 動詞と（一部の）動詞型の助動詞に接続する。 「られ-」/「れ-」の選択は、ア段音の後に付く場合は「れ-」、それ以外は「られ-」。 サ変動詞に付く場合、「-さ」形に付くことが多い。 「自発」「可能」の意味の場合、命令形は無い。 |
| 未然形        | 自発 可能 受身 尊敬 | られる | られ          | られ                   | られる | られる        | られれ    | られろ られよ | 下一段型   | 動詞と（一部の）動詞型の助動詞に接続する。 「られ-」/「れ-」の選択は、ア段音の後に付く場合は「れ-」、それ以外は「られ-」。 サ変動詞に付く場合、「-さ」形に付くことが多い。 「自発」「可能」の意味の場合、命令形は無い。 |
| 未然形        | 使役                | せる   | せ            | せ                     | せる   | せる          | せれ      | せよ せろ     | 下一段型   | 動詞に接続する。 「させ-」/「せ-」の選択は、ア段音の後に付く場合は「せ-」、それ以外は「させ-」。 サ変動詞に付く場合、「-さ」形に付くことが多い。                                                                        |
| 未然形        | 使役                | させる | させ          | させ                   | させる | させる        | させれ    | させよ させろ | 下一段型   | 動詞に接続する。 「させ-」/「せ-」の選択は、ア段音の後に付く場合は「せ-」、それ以外は「させ-」。 サ変動詞に付く場合、「-さ」形に付くことが多い。                                                                        |
| 未然形        | 打消                | ない   | なかろ        | なかっ なく            | ない   | ない          | なけれ    | ○             | 形容詞型   | 動詞と動詞型活用の助動詞に接続する。 |
| 未然形        | 打消                | ぬ ん  | ○             | ず                     | ぬ ん  | ぬ ん         | ね        | ○             | 特殊型     | 動詞と動詞型活用の助動詞と助動詞「ます」に接続する。 |
| 未然形        | 推量 意志 勧誘      | う     | ○             | ○                      | う     | う            | ○         | ○             | 不変化型   | 五段動詞と形容詞・形容動詞と未然形がオ段音で終わる助動詞に接続する。 |
| 未然形        | 推量 意志 勧誘      | よう   | ○             | ○                      | よう   | よう          | ○         | ○             | 不変化型   | 五段活用以外の動詞と下一段型の助動詞に接続する。 |
| 未然形 終止形 | 打消推量 打消意志   | まい   | ○             | ○                      | まい   | まい          | ○         | ○             | 不変化型   | 五段活用以外の動詞と下一段型の助動詞の未然形に接続する。 五段活用と助動詞「ます」の終止形に接続する。 |
| 連用形        | 希望                | たい   | たかろ        | たかっ たく            | たい   | たい          | たけれ    | ○             | 形容詞型   | 動詞と動詞型の助動詞に接続する。 |
| 連用形        | 希望                | たがる | たがら たがろ | たがり たがっ          | たがる | たがる        | たがれ    | ○             | 五段型     | 動詞と動詞型の助動詞に接続する。 |
| 連用形        | ぞんざい            | やがる | やがら        | やがり やがっ          | やがる | やがる        | やがれ    | やがれ        | 五段型     | 動詞と動詞型の助動詞に接続する。 |
| 連用形        | 過去 完了 存続 確認 | た だ  | たろ だろ     | ○                      | た だ  | た だ         | たら だら | ○             | 特殊型     | 用言と連用形のある助動詞（ただし「そうだ（伝聞）」「ぬ」を除く）に接続する。 |
| 連用形        | 丁寧                | ます   | ませ ましょ   | まし                   | ます   | ます          | ますれ    | ませ まし     | 特殊型     | 動詞と動詞型の助動詞に接続する。 |
| 連用形        | 様態                | そうだ | そうだろ      | そうだっ そうで そうに | そうだ | そうな        | そうなら  | ○             | 形容動詞型 | 用言と一部の助動詞に接続する。 形容詞（型）および形容動詞に付く場合、語幹に接続する。 |
| 終止形        | 伝聞                | そうだ | ○             | そうで                 | そうだ | そうな        | ○         | ○             | 形容動詞型 | 用言と一部の助動詞に接続する。 |
| 終止形        | 推定                | らしい | ○             | らしかっ らしく        | らしい | らしい らしき | らしけれ  | ○             | 形容詞型   | 用言、一部の助動詞、体言、一部の助詞に接続する。 形容動詞（型）に付く場合は、語幹に接続する。 |
| 終止形        | 当然                | べきだ | べきだろ      | べきだっ べきで べく   | べきだ | べき べきな   | べきなら  | ○             | 形容動詞型 | 「助動詞的複合辞」もしくは「義務助動詞」とされる。 動詞と動詞型の助動詞に接続する。 |
| 連体形        | 比況 例示 推定      | ようだ | ようだろ      | ようだっ ようで ように | ようだ | ような        | ようなら  | ○             | 形容動詞型 | 用言、動詞型の助動詞、助動詞「ない」「ぬ」「た（だ）」「たい」、格助詞「の」、連体詞「この」等に接続する。 |
| 体言・助詞    | 断定                | だ     | だろ          | だっ で                | だ     | (な)          | なら      | ○             | 形容動詞型 | 体言と一部の助詞に接続する。 仮定形「なら」・未然形「だろ」「でしょ」については、動詞・形容詞・一部の助動詞の終止・連体形にも接続する。                                                                                 |
| 体言・助詞    | 断定 指定           | です   | でしょ        | でし                   | です   | (です)        | ○         | ○             | 形容動詞型 | 体言と一部の助詞に接続する。 仮定形「なら」・未然形「だろ」「でしょ」については、動詞・形容詞・一部の助動詞の終止・連体形にも接続する。                                                                                 |

その他の助動詞の例：
- （使役）「しめる」（下一段型）
- （比況）「みたいだ」「みたいです」（形容動詞型）

- （当然）「べく/べし/べき」（文語的）
- （比況）「ごとく/ごとき」（文語的）
- （推定）「らしき」など（文語的）

## 文語
以下の表は中古文の語法が中心となっている。語法とは時代によって変化するものであり、助動詞の表す意味も使われ方次第で変わってくる。この表は一時的でも使われていた意味は記し、なるべく備考の欄に使われていた時期などを記した。
| 種類       | 活用形       | 活用形               | 活用形               | 活用形       | 活用形               | 活用形     | 活用形     | 活用の型   | 接続                                                   | 意味                                                     | 備考 |
| 種類       | 基本形       | 未然形               | 連用形               | 終止形       | 連体形               | 已然形     | 命令形     | 活用の型   | 接続                                                   | 意味                                                     | 備考 |
| ---------- | ------------ | -------------------- | -------------------- | ------------ | -------------------- | ---------- | ---------- | ---------- | ------------------------------------------------------ | -------------------------------------------------------- | --- |
| 受身       | る           | れ                   | れ                   | る           | るる                 | るれ       | れよ       | 下二段型   | 四段・ナ変・ラ変の未然形                               | 受身・尊敬                                               | |
| 受身       | らる         | られ                 | られ                 | らる         | らるる               | らるれ     | られよ     | 下二段型   | 四段・ナ変・ラ変以外の未然形                           | 受身・尊敬                                               | |
| 受身       | る           | れ                   | れ                   | る           | るる                 | るれ       | ○          | 下二段型   | 四段・ナ変・ラ変の未然形                               | 自発・可能                                               | |
| 受身       | らる         | られ                 | られ                 | らる         | らるる               | らるれ     | ○          | 下二段型   | 四段・ナ変・ラ変以外の未然形                           | 自発・可能                                               | |
| 使役       | す           | せ                   | せ                   | す           | する                 | すれ       | せよ       | 下二段型   | 四段・ナ変・ラ変の未然形                               | 使役・尊敬                                               | 上代文法では｢しむ｣のみが使役を表していた。 |
| 使役       | さす         | させ                 | させ                 | さす         | さする               | さすれ     | させよ     | 下二段型   | 四段・ナ変・ラ変以外の未然形                           | 使役・尊敬                                               | 上代文法では｢しむ｣のみが使役を表していた。 |
| 使役       | しむ         | しめ                 | しめ                 | しむ         | しむる               | しむれ     | しめよ     | 下二段型   | 未然形                                                 | 使役・尊敬                                               | 中古になり｢す｣｢さす｣の発達に伴い一時使われなくなったが、中世になり再び使われるようになった。                                                               |
| 過去       | き           | せ                   | ○                    | き           | し                   | しか       | ○          | 特殊型     | 連用形                                                 | 過去                                                     | カ変に接続するときはこし・こしか・きし・きしか、 サ変に接続するときはせし・せしか・しきの形でしか接続しない。                                              |
| 過去       | けり         | けら                 | ○                    | けり         | ける                 | けれ       | ○          | ラ変型     | 連用形                                                 | 過去・詠嘆                                               | 上代では過去完了を表していたが、中古では間接過去を表すようになった。                                                                                       |
| 完了       | つ           | て                   | て                   | つ           | つる                 | つれ       | てよ       | 下二段型   | 連用形                                                 | 完了・確認・並列                                         | 人為的な場合に使う。 |
| 完了       | ぬ           | な                   | に                   | ぬ           | ぬる                 | ぬれ       | ね         | ナ変型     | 連用形                                                 | 完了・確認・並列                                         | 自然発生的な場合に使う。 |
| 完了       | たり         | たら                 | たり                 | たり         | たる                 | たれ       | たれ       | ラ変型     | 連用形                                                 | 存続・完了                                               | 現代語の接続助詞｢たり｣は、この助動詞から転じたものである。                                                                                                 |
| 完了       | り           | ら                   | り                   | り           | る                   | れ         | れ         | ラ変型     | サ変の未然形と四段の已然形(註：助動詞「り」の接続参照) | 存続・完了                                               | 中古になり｢たり｣の発達に伴い使われる事が少なくなった。 |
| 丁寧       | す           | さ                   | し                   | す           | す                   | せ         | せ         | 四段型     | 未然形                                                 | 丁寧                                                     | ｢さうらう｣から転じて。使用例も稀で、ほとんどの教科書・参考書には載っておらず、文章に出てきたとしても尊敬の｢す｣で訳されてしまうことがある。                 |
| 推量       | む（ん）     | ま                   | ○                    | む（ん）     | む（ん）             | め         | ○          | 四段型     | 未然形                                                 | 推量・意志・適当・勧誘・仮定・婉曲                       | 現代語の助動詞｢う｣はこれから転じたもの。 意味が非常に多いが、基本は推量・意思・勧誘であり他はこの発展と考える事が出来る。                                  |
| 推量       | むず         | ○                    | ○                    | むず         | むずる               | むずれ     | ○          | サ変型     | 未然形                                                 | 推量・意志・適当・婉曲                                   | 成立は中古の口頭語と言われ、清少納言も『枕草子』の中で手紙などでは決して使うべきでないと記している。                                                       |
| 推量       | まし         | ましか・ませ         | ○                    | まし         | まし                 | ましか     | ○          | 特殊型     | 未然形                                                 | 反実仮想・実現不可能な願望・ためらいの意志・推量・意志   | ｢ませば（ましかば）～まし｣で反実仮想を表す。 |
| 推量       | けむ（けん） | けま                 | ○                    | けむ（けん） | けむ（けん）         | けめ       | ○          | 四段型     | 連用形                                                 | 過去推量・過去の原因推量・過去の伝聞・過去の婉曲         | ｢らむ｣よりも過去を表す。 |
| 推量       | らむ（らん） | ○                    | ○                    | らむ（らん） | らむ（らん）         | らめ       | ○          | 四段型     | 終止形とラ変型の連体形                                 | 現在推量・原因推量・伝聞・婉曲                           | ｢けむ｣よりも現在を表す。 |
| 推量       | らし         | ○                    | ○                    | らし         | らし・らしき         | らし       | ○          | 無変化型   | 終止形とラ変型の連体形                                 | 推定                                                     | 中古以降はあまり使われなくなり、上代語として扱う参考書も若干ある。但し、室町時代の口頭語において再び使われるようになり、現代語では「らしい」となっている。 |
| 推量       | めり         | ○                    | めり                 | めり         | める                 | めれ       | ○          | ラ変型     | 終止形とラ変型の連体形                                 | 推定・婉曲                                               | ｢見（み）あり｣から転じたもの。 |
| 推量       | べし         | べく・べから         | べく・べかり         | べし         | べき・べかる         | べけれ     | ○          | ク活用型   | 終止形とラ変型の連体形                                 | 推量・意志・可能・当然・義務・命令・適当・勧誘           | これの派生形が｢べらなり｣である。 現代において東日本各地の方言にみられる助詞の「べ」あるいは促音・半濁音化した「っぺ」は、「べし」の語幹「べ」に由来する。  |
| 推量       | べらなり     | ○                    | べらに               | べらなり     | べらなる             | べらなれ   | ○          | ナリ活用型 | 終止形とラ変型の連体形                                 | 推量                                                     | 中古に一時的に見られたもので省略する教科書や参考書も多い。                                                                                                 |
| 否定       | ず           | ず・ざら             | ず・ざり             | ず・ざり     | ぬ・ざる             | ね・ざれ   | ざれ       | 特殊型     | 未然形                                                 | 否定                                                     | 活用には諸説あるが、ここではあえて可能性のあるもの全てを記した。                                                                                           |
| 否定の推量 | じ           | ○                    | ○                    | じ           | じ                   | じ         | ○          | 特殊型     | 未然形                                                 | 否定の推量・否定の意志                                   | 助動詞｢む｣の否定に当たる。 |
| 否定の推量 | まじ         | まじく・まじから     | まじく・まじかり     | まじ         | まじき·まじかる      | まじけれ   | ○          | ク活用型   | 終止形とラ変型の連体形                                 | 否定の推量・否定の意志・不可能・否定の当然・不適当・禁止 | 助動詞｢べし｣の否定に当たる。 |
| 願望       | たし         | たく・たから         | たく・たかり         | たし         | たき・たかる         | たけれ     | ○          | ク活用型   | 連用形                                                 | 願望                                                     | 口頭語では｢たし｣、文章では｢まほし｣が使われる。 |
| 願望       | まほし       | まほしく・まほしから | まほしく・まほしかり | まほし       | まほしき・まほしかる | まほしけれ | ○          | シク活用型 | 未然形                                                 | 願望                                                     | 口頭語では｢たし｣、文章では｢まほし｣が使われる。 |
| 断定       | なり         | なら                 | なり・に             | なり         | なる                 | なれ       | なれ       | ナリ活用型 | 体言と連体形                                           | 断定・指定・所在・存在                                   | 現代語の｢だ｣の仮定形「なら」や形容動詞語尾「な」は、「なり」に由来する。                                                                                   |
| 断定       | たり         | たら                 | たり・と             | たり         | たる                 | たれ       | たれ       | タリ活用型 | 体言                                                   | 断定・指定                                               | 主に使われたのは中世以降で、文章や和歌でしか使われない。                                                                                                   |
| 伝聞       | なり         | ○                    | なり                 | なり         | なる                 | なれ       | ○          | ナリ活用型 | 終止形とラ変型の連用形                                 | 伝聞・推定                                               | ｢音（ね）あり｣から転じたもの。 |
| 比況       | ごとし       | ごとく               | ごとく               | ごとし       | ごとき               | ○          | ○          | ク活用型   | 連体形                                                 | 比況・例示                                               | 形容詞に含める場合もある。 |
| 比況       | ごとくなり   | ごとくなら           | ごとくなり・ごとくに | ごとくなり   | ごとくなる           | ごとくなれ | ごとくなれ | ナリ活用型 | 連体形と体言                                           | 比況                                                     | ｢ごとし｣を形容詞と見る場合にはその補助活用と見られる。 |
| 比況       | やうなり     | やうなら             | やうなり・やうに     | やうなり     | やうなる             | やうなれ   | やうなれ   | ナリ活用型 | 体言                                                   | 比況・例示                                               | 上代ではあくまでも｢やう｣と｢なり｣の形として使われていて、助動詞の形になったのは中世と言われている。                                                         |

### 助動詞「り」の接続
学校文法を成した橋本進吉によれば、助動詞「り」の接続は命令形である。これは四段及びサ変動詞にしかつかない。
| 種類       | 活用形 | 活用形 | 活用形 | 活用形 | 活用形 | 活用形 | 活用形   | 活用の型     |
| 種類       | 基本形 | 未然形 | 連用形 | 終止形 | 連体形 | 已然形 | 命令形   | 活用の型     |
| ---------- | ------ | ------ | ------ | ------ | ------ | ------ | -------- | ------------ |
| 四段       | -u     | -a     | -i     | -u     | -u     | -e     | -e       | 四段正格活用 |
| サ変       | す     | せ     | し     | す     | する   | すれ   | せ（よ） | サ行変格活用 |
| カ変       | く     | こ     | き     | く     | くる   | くれ   | こ（よ） | カ行変格活用 |
| 存続（り） | り     | ら     | り     | り     | る     | れ     | れ       | ラ行変格活用 |

一般的な高校学習参考書類では、サ変命令形に対して「せ」を認めることは少ないが、本来の活用形は「せ」であると考えられる。命令形「–よ」の語源として間投助詞「よ」を認めることができるのは、カ変からも明らかである。
かつて、存続「り」は次の接続であるとされた。
- 四段正格活用には已然形につく
- サ行変格活用には未然形につく

これらは、上代（奈良時代ごろ）の仮名遣いである上代特殊仮名遣の研究により否定された。四段正格活用の已然形・命令形は同形に見聞きできるが、上代仮名遣いでは母音エに対して二通りの表記が存在する。この二通りをそれぞれ甲類・乙類と呼びならわす。
四段已然形では乙類、四段命令形では甲類が使われており、この仮名遣いを調べれば接続もわかる。存続「り」の場合、甲類にばかり接続するために「命令形接続である」と論証したのである。学参や辞書において四段への接続は、「已然形と命令形」どちらか定まるわけではないが、それは形の上では差し支えないので、従来通りとして積極的には改められないのであろう。
サ変に関しては、「せ」の形は未然形と命令形に認められるが、ここは四段と同じだと考えて命令形とする。高校学習では、上代仮名遣いや語源にまで言及しないため、サ変への接続は未然形として扱うのである。
以上は、「り」を独立した「助動詞」としてみる際の文法上の接続についてであるが、そもそもは「連用形（-i）+あり」であり、/-ia/の母音連接により結合して/je/（エ段甲類音）を為したのが起源であり、そもそも「〇〇形に接続」との言い方は適切とはいえない。

### 上代文法
| 種類     | 活用形 | 活用形 | 活用形 | 活用形 | 活用形   | 活用形 | 活用形 | 活用の型 | 接続                         | 意味               | 備考                                                         |
| 種類     | 基本形 | 未然形 | 連用形 | 終止形 | 連体形   | 已然形 | 命令形 | 活用の型 | 接続                         | 意味               | 備考                                                         |
| -------- | ------ | ------ | ------ | ------ | -------- | ------ | ------ | -------- | ---------------------------- | ------------------ | ------------------------------------------------------------ |
| 受身     | ゆ     | え     | え     | ゆ     | ゆる     | ゆれ   | ○      | 下二段型 | 四段・ナ変・ラ変の未然形     | 受身・尊敬         | 後に助動詞｢る｣になった。                                     |
| 受身     | らゆ   | らえ   | らえ   | ○      | ○        | ○      | ○      | 下二段型 | 四段・ナ変・ラ変以外の未然形 | 受身・尊敬         | 後に助動詞｢らる｣になった。                                   |
| 尊敬     | す     | さ     | し     | す     | す       | せ     | せ     | 四段型   | 四段・サ変の未然形           | 尊敬               | 後に助動詞｢す｣｢さす｣に吸収された。                           |
| 推量     | ましじ | ○      | ○      | ましじ | ましじき | ○      | ○      | ク活用   | 終止形とラ変型の連体形       | 過去推量・過去意思 | 後に助動詞｢まし｣になった。                                   |
| 打ち消し | なふ   | なは   | なひ   | なふ   | なへ     | なへ   | ○      | 特殊型   | 未然形                       | 打ち消し           | 東国方言。後に形容詞「無ひ」との混同で助動詞｢ない｣になった。 |